# Christian Lange
 (janvier 2022).
La mise en forme du texte ne suit pas les recommandations de Wikipédia : il faut le « wikifier ».
Les points d'amélioration suivants sont les cas les plus fréquents. Le détail des points à revoir est peut-être précisé sur la page de discussion.
- Les titres sont pré-formatés par le logiciel. Ils ne sont ni en capitales, ni en gras.
- Le texte ne doit pas être écrit en capitales (les noms de famille non plus), ni en gras, ni en italique, ni en « petit »…
- Le gras n'est utilisé que pour surligner le titre de l'article dans l'introduction, une seule fois.
- L'italique est rarement utilisé : mots en langue étrangère, titres d'œuvres, noms de bateaux, etc.
- Les citations ne sont pas en italique mais en corps de texte normal. Elles sont entourées par des guillemets français : « et ».
- Les listes à puces sont à éviter, des paragraphes rédigés étant largement préférés. Les tableaux sont à réserver à la présentation de données structurées (résultats, etc.).
- Les appels de note de bas de page (petits chiffres en exposant, introduits par l'outil «  Source ») sont à placer entre la fin de phrase et le point final[comme ça].
- Les liens internes (vers d'autres articles de Wikipédia) sont à choisir avec parcimonie. Créez des liens vers des articles approfondissant le sujet. Les termes génériques sans rapport avec le sujet sont à éviter, ainsi que les répétitions de liens vers un même terme.
- Les liens externes sont à placer uniquement dans une section « Liens externes », à la fin de l'article. Ces liens sont à choisir avec parcimonie suivant les règles définies. Si un lien sert de source à l'article, son insertion dans le texte est à faire par les notes de bas de page.
- La présentation des références doit suivre les conventions bibliographiques. Il est recommandé d'utiliser les modèles {{Ouvrage}}, {{Chapitre}}, {{Article}}, {{Lien web}} et/ou {{Bibliographie}}. Le mode d'édition visuel peut mettre en forme automatiquement les références.
- Insérer une infobox (cadre d'informations à droite) n'est pas obligatoire pour parachever la mise en page.

Pour une aide détaillée, merci de consulter Aide:Wikification.
Si vous pensez que ces points ont été résolus, vous pouvez retirer ce bandeau et améliorer la mise en forme d'un autre article.
Christian Lange (né le 27 février 1964 à Sarrelouis) est un homme politique allemand (SPD) et avocat. Il a été membre du Bundestag de 1998 à 2021. Parallèlement, il a également été secrétaire d'État parlementaire auprès du ministre fédéral de la Justice et de la Protection des consommateurs de 2013 à 2021.

## Biographie et profession
Après avoir obtenu son diplôme d'études secondaires à Waiblingen en 1983, Lange a étudié le droit à l'Université de Tübingen, qu'il a terminé en 1989 avec le premier examen d'État en droit. Il effectue ensuite son service communautaire jusqu'en 1991 puis entame son stage d'avocat, qu'il termine en 1993 avec le deuxième examen d'État en droit. De 1993 à 1998, Lange a travaillé pour le ministère de l'Économie du Bade-Wurtemberg, d'abord comme représentant de l'État au niveau fédéral et comme conseiller au Conseil fédéral, puis comme conseiller pour l'artisanat et les moyennes entreprises. Son poste de haut conseiller du gouvernement a été suspendu depuis son élection au Bundestag allemand.

## Sensibilité politique
Christian Lange a rejoint le SPD en tant qu'étudiant en 1982. Il est vice-président de l'association de district du SPD à Rems-Murr depuis 1987 et est également membre du conseil d'administration et du présidium du SPD du Bade-Wurtemberg depuis 1991.
En 1993, Lange pose sa candidature en tant que candidat de la Communauté de travail des jeunes socialistes au sein du SPD mais échoue face au candidat marxiste Thomas Westphal. De 1993 à 1995, Lange a été vice-président fédéral des Jusos au sein du SPD.
En juin 2020, Lange, membre du Bundestag allemand depuis 1998, a annoncé qu'après six mandats électoraux, il ne se présenterait plus aux élections fédérales de 2021.

## Député

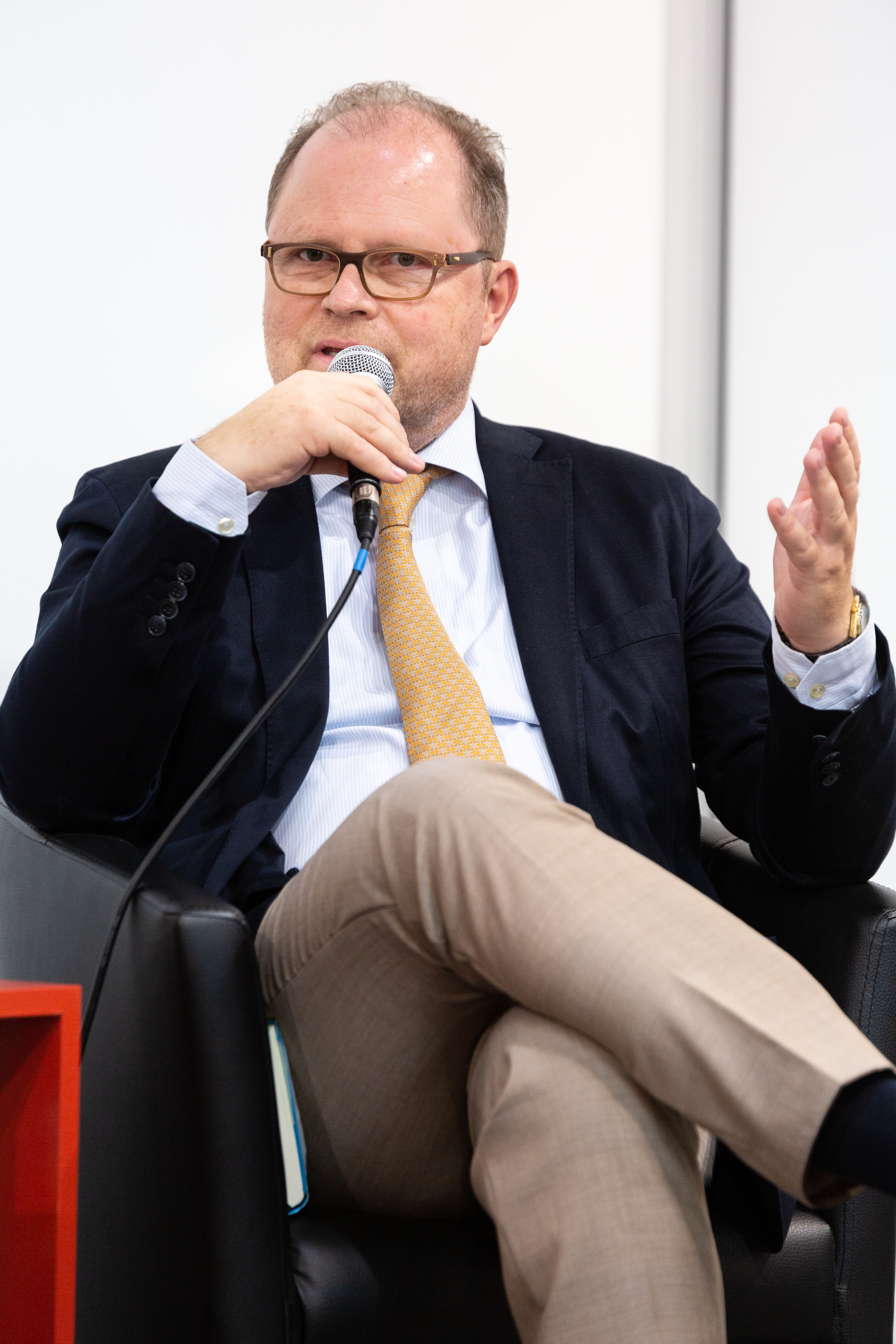
Christian Lange au Salon du livre de Francfort en 2018

De 1989 à 1999, Lange a été membre du conseil du district de Rems-Murr. Il en a été le président de 1996 à 1999.
De 1998 à 2021, il a été membre du Bundestag. De 2002 à 2013, il a été porte-parole du groupe d'État du Bade-Wurtemberg au sein du groupe parlementaire SPD et de 2002 à 2013 porte-parole du réseau réformateur de Berlin. De 2005 à 2007, il a été vice-président du groupe de travail "Économie et technologie" et président du groupe parlementaire SPD au sein de la sous-commission " ERP -Wirtschaftspläne" de la commission parlementaire pour l'économie et la technologie et 2006/2007 représentant des PME pour l' artisanat de la faction SPD. De 2007 à 2013, il a été secrétaire parlementaire du groupe parlementaire SPD. De 2013 à 2021, il a été secrétaire d'État parlementaire au ministère fédéral de la Justice et de la Protection des consommateurs dans les cabinets Merkel III et IV.  Après avoir été vice-président depuis 1998, il a été président du groupe parlementaire germano-portugais de 2002 à 2018 et membre du groupe parlementaire Portugal-Espagne de 2018 à 2021. De 2006 à 2021, il a été vice-président du groupe de discussion sur Israël du groupe parlementaire SPD.
Christian Lange a toujours porté l'étiquette de député membre du SPD dans le Bade-Wurtemberg. Sa circonscription était celle de Backnang – Schwäbisch Gmünd . Il ne s'est pas représenté aux élections fédérales de 2021.

## Engagements
Christian Lange est membre du conseil d'administration de l' Atlantik-Brücke e. V., le Conseil consultatif de l' Alliance pour la démocratie et la tolérance  et le Conseil d' administration de la Fondation Maison du président fédéral Theodor Heuss.
Fin décembre 2020, Lange a annoncé qu'il mettait fin à son soutien au Centre Willy Brandt de Jérusalem, en raison d'une motion adoptée par les Jusos, solidaires de la jeunesse extrémiste du Fatah.

## Prises de positions politiques
Lange fait campagne pour plus de transparence dans les activités secondaires des députés, les salaires des cadres et les membres démissionnaires du gouvernement. Par ailleurs, Lange se prononce en faveur du principe des "sacs transparents", qui vise à fournir des informations sur la divulgation ciblée des revenus des députés et sur le contexte des tendances alimentaires en Allemagne.

### Transparence dans les activités secondaires des députés
Lange promeut plus de transparence dans les activités secondaires des députés. Lange lui-même a divulgué tous les revenus depuis son entrée en fonction. Selon sa propre déclaration, Lange a pu faire passer sa position avec l'amendement de la loi sur les députés.

### Transparence des salaires des managers
En outre, avec la loi sur la divulgation de la rémunération du conseil d'administration, Lange a fait campagne avec succès pour que les salaires des dirigeants des sociétés cotées soient divulgués depuis 2005. La loi vise à donner la priorité à la protection des investisseurs et à promouvoir ainsi la culture du partage en Allemagne.

### Code d'honneur des membres du gouvernement
En outre, Lange s'est engagé à respecter un code d'honneur pour les membres retraités du gouvernement fédéral qui exercent une nouvelle activité professionnelle après leur mandat. Avec la modification de la loi sur les ministres fédéraux et de la loi sur les relations juridiques des secrétaires d'État parlementaires, des règles concernant un délai d'attente pourraient être déterminées afin d'éviter les conflits d'intérêts problématiques et l'influence des actes officiels par les intérêts du nouvel employeur.

### Corruption criminelle de députés
Un autre axe de travail de Lange était lié au fait que la responsabilité pénale pour corruption de députés est en train d'être redéfinie afin de créer les conditions pour la ratification de la Convention des Nations Unies contre la corruption.

### Lutte contre la corruption dans les soins de santé
Pendant son mandat de secrétaire d'État parlementaire au ministère fédéral de la Justice et de la Protection des consommateurs, Christian Lange a également milité pour la lutte contre la corruption dans le secteur de la santé. Une loi visant à lutter contre la corruption dans le système de santé vise à poursuivre les pots-de-vin et la corruption dans le système de santé allemand.

## Autres engagements
Lange est vice-président de la Société germano-israélienne. En novembre 2020, Lange est devenu président du conseil d'administration de la Fondation allemande pour la coopération juridique internationale . L'engagement de Lange vise en particulier à étendre les structures de l'État de droit dans les pays partenaires africains. Par exemple, il a ouvert Par exemple, en février 2018 à Tunis, le bureau régional de l'IRZ pour l'Afrique du Nord a officiellement ouvert ses portes avec le ministre tunisien de la Justice Mohamed Karim El Jamoussi. De plus, en novembre 2015, à l'occasion du cinquantième anniversaire des relations germano-israéliennes, Lange a inauguré la forêt du SPD, qui fait partie de l'initiative de plantation et de reboisement du désert du Néguev en Israël, avec Danny Atar du JNF-KKL. ( Fonds national juif ). Il est également membre du conseil d' administration de la Fondation Maison du président fédéral Theodor Heuss et membre du conseil d' administration de la Fondation Forum Law . En outre, Christian Lange est membre du conseil d'administration du Festival de musique sacrée européenne de Schwäbisch Gmünd et a été le fondateur et co-rédacteur en chef du magazine politique bimestriel BERLINER REPUBLIK .

## Critiques
En octobre 2019, Lange a rendu visite à Weleda, une entreprise basée dans sa circonscription qui produit, entre autres, des préparations anthroposophiques controversées utilisant des méthodes homéopathiques. Dans un tweet, il a ensuite déclaré que l'homéopathie "fait partie d'une bonne prise en charge des patients". Il a alors été vivement critiqué sur les réseaux sociaux. Kevin Kühnert, entre autres, l'a accusé de se positionner "d'une manière que moi et beaucoup d'autres trouvions incompréhensible". Il serait "au moins utile de savoir" sur quelle base il argumente et comment cela se rapporte à la visite de cette entreprise privée.

## Vie privée
Lange est de confession protestante.

## Décorations
- Depuis juillet 2013, il est titulaire de l' Ordre de l'Infant Dom Henrique de la République portugaise [3]